# Christian Pierret
Pour les articles homonymes, voir Pierret.
Christian Pierret, né le 12 mars 1946 à Bar-le-Duc (Meuse), est un homme politique français. Membre du Parti socialiste, il a été ministre, député des Vosges et maire de Saint-Dié-des-Vosges.

## Biographie
Né dans une famille de tradition catholique, son père Jean, ingénieur des Arts et métiers et de l'École navale, est directeur de société. Il est marié à Marie-Odile Schibler.
Christian Pierret opte pour des études de sciences économiques à l'Institut d'études politiques de Paris, dont il obtient le diplôme d'études supérieures en 1970. Il est plusieurs fois lauréat du concours général de la faculté des sciences économiques de Paris. Élève de l'ENA (promotion Charles de Gaulle (1972)), il y fonde une section CFDT correspondant à sa sensibilité de catholique social. À sa sortie de l'ENA, il est affecté au ministère de l'Économie de 1972 à 1976, puis à la Cour des comptes de 1976 à 1978.
Christian Pierret ne cache pas son appartenance à la franc-maçonnerie dans la Grande Loge nationale française.

## Carrière politique

### Débuts
Il entre en politique aux côtés de Jacques Delors. De 1974 à 1976, il est premier secrétaire de la fédération de Paris du Parti socialiste et membre du comité directeur du PS en 1975. Responsable du Ceres qui permet à François Mitterrand d'accéder aux responsabilités de premier secrétaire du Parti socialiste lors du congrès d'Épinay, il se rallie en 1979 à Pierre Mauroy, après avoir tenté sans succès de créer son propre courant de pensée à l'occasion du congrès de Metz, puis à Laurent Fabius en 1982. Il siège au bureau exécutif du Parti socialiste en 1981.

### Parlementaire et élu local
Il est candidat dans la deuxième circonscription des Vosges lors des élections législatives de 1978, alors que la droite s'affronte entre le giscardien Lionel Stoléru et Roger Souchal, proche du sénateur chiraquien Christian Poncelet. Élu député des Vosges, il siège à la commission des finances, de l'économie générale et du plan de l'Assemblée nationale, puis perd son siège en 1993 face à Gérard Cherpion, ne parvenant pas à se faire entièrement accepter localement. Il est conseiller régional de Lorraine de 1978 et 1988, et conseiller général pour le canton de Saint-Dié-Est de 1979 à 1988, date à laquelle il est élu maire de Saint-Dié-des-Vosges, où il œuvre pour la création du Festival international de géographie.
Redevenu conseiller régional de Lorraine à partir de 1998, il vise la tête du conseil général des Vosges en 2001, mais son candidat est battu dans le canton de Provenchères-sur-Fave. Réélu à la mairie de Saint-Dié sur la promesse de s'y consacrer, il laisse pourtant ce mandat pour conserver son poste ministériel. Ne se représentant pas aux législatives de 2002, il devient avocat au barreau de Paris et reprend la tête de la mairie de Saint-Dié-des-Vosges. Candidat soutenu par le PS, le MRC et le PRG aux élections législatives de 2007 dans la deuxième circonscription des Vosges, il est nettement battu par son rival de toujours, Gérard Cherpion, député UMP sortant, qui recueille 55 % des voix. Mettant cet échec sur le compte de ses démêlés judiciaires, il décide de se concentrer sur sa ville.
Réélu maire de Saint-Dié-des-Vosges à la suite des municipales de 2008 lors desquelles sa liste l'a emporté avec une courte avance au second tour (50,87 % des voix), sa victoire est annulée en octobre par le tribunal administratif de Nancy après le dépôt d'un recours par les élus de l'opposition, qui reproche à la municipalité sortante une promesse de remboursement d'un trop perçu de charges locatives, faite à quelques jours du premier tour, à 600 familles, ce qui a pu fausser les choix électoraux de ces habitants. Christian Pierret fait appel de cette décision, laissant au Conseil d'État un délai de six mois pour une décision définitive. Le 8 juin 2009, l'institution confirme la validité du scrutin.
Au printemps 2010, la décision de Christian Pierret, prise sans concertation, de supprimer une école publique de quartier a été critiquée par les syndicats et les partis politiques de tout bord. Face à la pression de la rue et à la remontée de l'affaire dans la presse nationale, il doit revenir sur sa décision.
Dans une interview d'octobre 2013, Christian Pierret annonce qu'il ne sera pas candidat aux élections municipales de mars 2014 et qu'il ne briguera pas d'autres mandats politiques.
Lors des élections municipales de 2014, la liste socialiste, qu'il soutient, arrive troisième du premier tour, ne remportant que 17,41 % des voix. Une semaine plus tard, à l'issue du second tour, la ville de Saint-Dié bascule à droite et Christian Pierret cède son siège à David Valence.

### Gouvernement Lionel Jospin

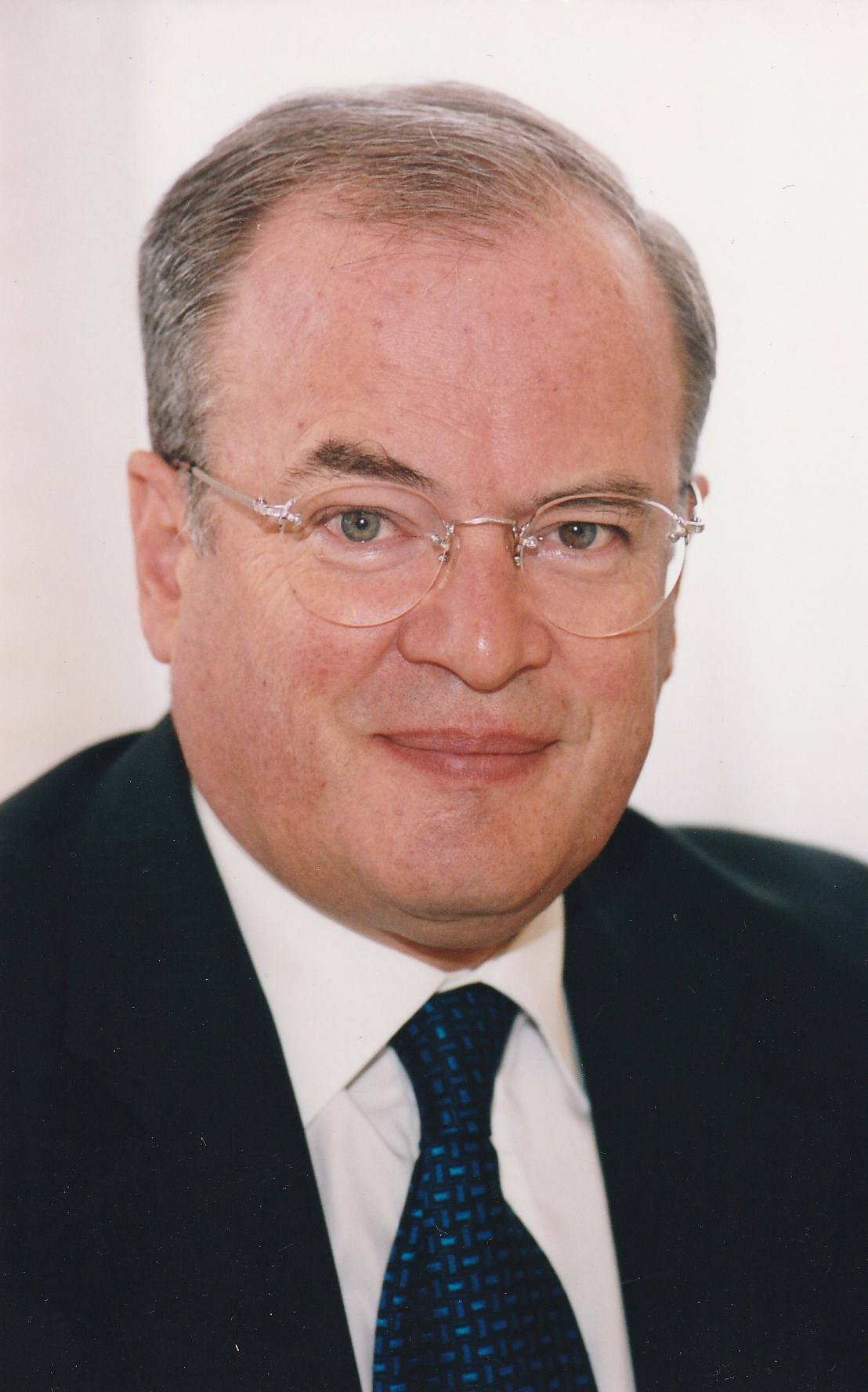
Christian Pierret en 1999.

Réélu député lors de la « vague rose » de 1997, il démissionne aussitôt à la suite de sa nomination le 4 juin 1997 comme secrétaire d'État chargé de l'Industrie, chargé notamment du suivi de la mise en conformité an 2000 des applications informatiques en France. En juin 1999, il est négociateur, sous l'autorité du Premier ministre, de la conférence intergouvernementale de Paris précédant à la signature de l'accord de Londres sur les brevets européens.

### Primaire présidentielle socialiste de 2011
« Social démocrate modéré », proche des idées de Dominique Strauss-Kahn, il souhaite être candidat à la primaire présidentielle socialiste de 2011, en défendant des priorités programmatiques telles que l’énergie ou l’innovation. Mais il ne parvient pas à obtenir assez de parrainages de maires de villes de plus de 10 000 habitants, nécessaires pour se porter candidat à la primaire.

## Détail des mandats et fonctions

### Fonctions gouvernementales
- 4 juin 1997 - 25 février 2002 : secrétaire d'État auprès du ministre de l'Économie, des Finances et de l'Industrie, chargé de l'Industrie
- 25 février 2002 - 6 mai 2002 : ministre délégué à l'Industrie, aux Petites et Moyennes entreprises, au Commerce, à l'Artisanat et à la Consommation, auprès du ministre de l'Économie, des Finances et de l'Industrie

### À l'Assemblée nationale
- 3 avril 1978 - 1er avril 1986 : député de la deuxième circonscription des Vosges
  - 1981 - 1986 : rapporteur général du Budget
- 2 avril 1986 - 14 mai 1988 : député des Vosges (élu au scrutin proportionnel)
- 23 juin 1988 - 1er avril 1993 : député de la deuxième circonscription des Vosges
  - 1989 : coauteur de la première Loi sur la régulation boursière créant la commission des opérations de bourse
  - 1992 : rapporteur de la première loi sur la coopération intercommunale créant les communautés de communes
- 12 juin 1997 - 4 juillet 1997 : député de la deuxième circonscription des Vosges (démissionne pour entrer au Gouvernement)

### Au niveau local
- 1978 - 1988 ; 1998 - 2001 : conseiller régional de Lorraine
- 1979 - 1988 : conseiller général des Vosges élu dans le canton de Saint-Dié-des-Vosges-Est
- 1989 - 1997 ; 2002 - 2014 : maire de Saint-Dié-des-Vosges (premier adjoint au maire entre 1997 et 2002 pour cause de fonctions gouvernementales)

### Fonctions politiques
- Responsable du Ceres
- Premier secrétaire de la fédération de Paris du Parti socialiste (1974-1976)
- Membre du comité directeur (1975) et du bureau exécutif (1981) du Parti socialiste
- Représentant de la France, aux côtés de Valéry Giscard d’Estaing, au Comité pour l'Union monétaire de l'Europe (1988)
- Secrétaire national aux collectivités locales, à l’urbanisme et à l'écologie (1990)
- Premier vice-président de la fédération nationale des élus socialistes et républicains
- Président de la Fédération des villes moyennes (FVM)
- Vice-président de l'Association française du conseil des communes et régions d'Europe

### Autres fonctions
- Mobilité Cour des Comptes

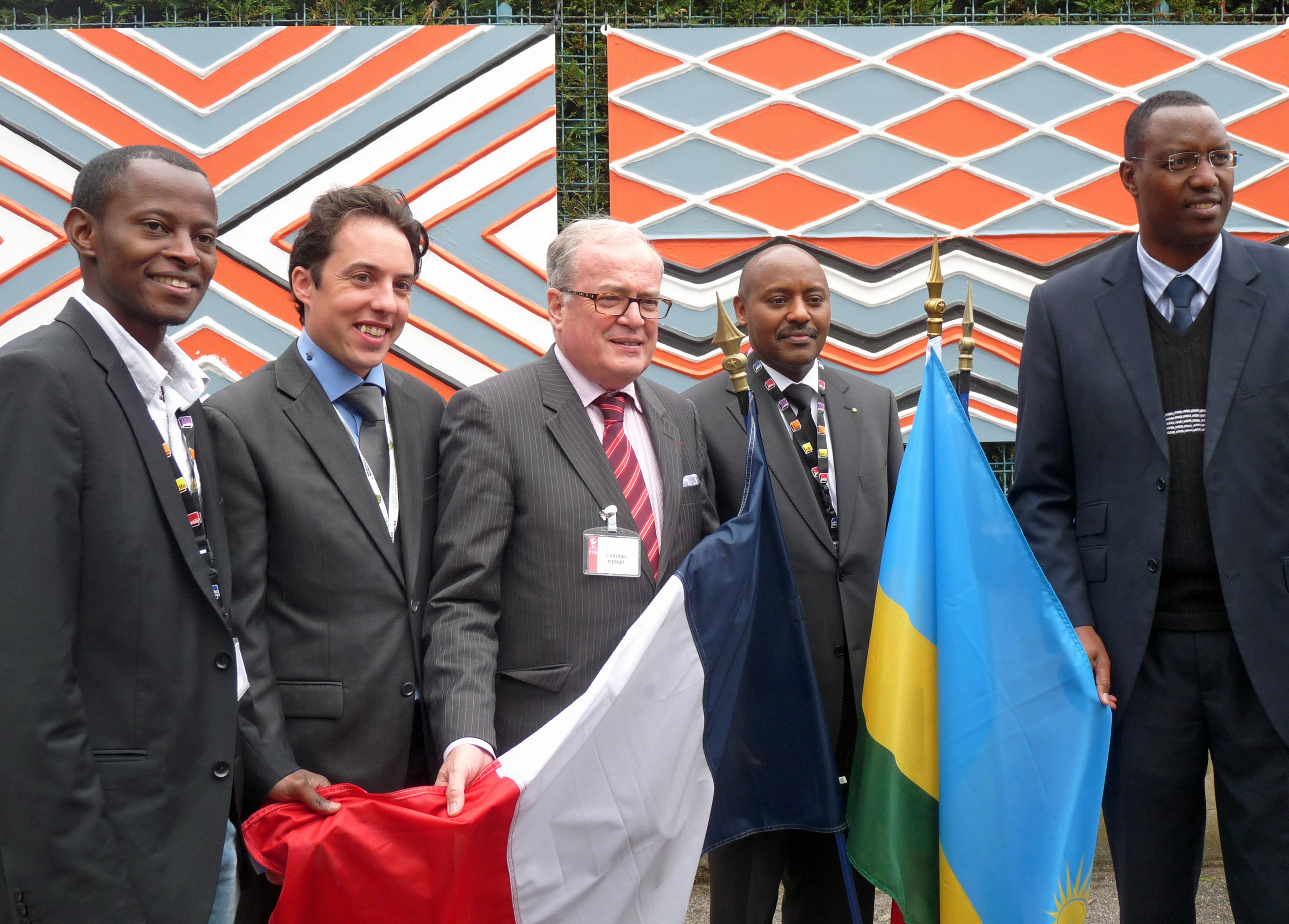
Christian Pierret et Jacques Kabalé, ambassadeur du Rwanda en France (2e en partant de la droite), 22e Festival international de géographie

- Administrateur civil au ministère de l’Économie et des Finances (1972-1975)
- Membre de la Commission de surveillance de la Caisse des dépôts et consignations (1986-1993) et Président de la commission de surveillance (1988-1993)
- Président de la commission supérieure de la Caisse nationale de prévoyance (1986-1988)
- Président de la commission de surveillance de la Caisse des dépôts et consignations de 1988 à 1993.
- Président du groupe d’études sur l'industrie française du textile habillement (depuis 1988)
- Président de la Société d'équipement vosgienne (depuis 1990)
- Président du Festival international de géographie (depuis 1990)
- Vice-Président du Groupe Accor (1993-1996) (2e groupe Hôtelier mondial) chargé du juridique, du fiscal, des fusions et acquisitions. Chargé de la gestion de la Compagnie Internationale des Wagons lits
- Président du think tank énergies « Vista », think tank français sur les sujets énergétiques

## Engagement scientifique
Christian Pierret a fondé en 1990, le Festival international de géographie se basant sur la légitimité de la ville de Saint-Dié dans ce domaine (« marraine de l'Amérique »). C'est devenu depuis un évènement annuel et international reconnu où la communauté scientifique est au rendez-vous. Par son action et son influence nationale et internationale, Christian Pierret, en tant que Président-Fondateur a réussi à imposer ce rendez-vous annuel où thèmes après thèmes est fait un état des lieux de la planète. Ce rendez-vous permet de s'appuyer sur la géographie afin de faire le lien entre les questions soulevées par les autres sciences humaines que sont l'économie, l'écologie, la géopolitique… Dans un souci de vulgarisation et d'enseignement, il a veillé à ce que ce festival scientifique soit accessible à tous les publics.
Des personnalités et scientifiques tels que Haroun Tazieff, Jacques Attali, Erik Orsenna, Georges Charpak, Yves Coppens, Michel Camdessus, Henri Atlan, Boris Cyrulnik, Michel Serres… prendront part aux travaux et débats du festival sous l'impulsion de Christian Pierret.
Dans la continuité de son engagement initié par la création de ce rassemblement scientifique et culturel, Christian Pierret est membre aujourd'hui de la Société de géographie et du Comité national français de géographie.

## Carrière privée

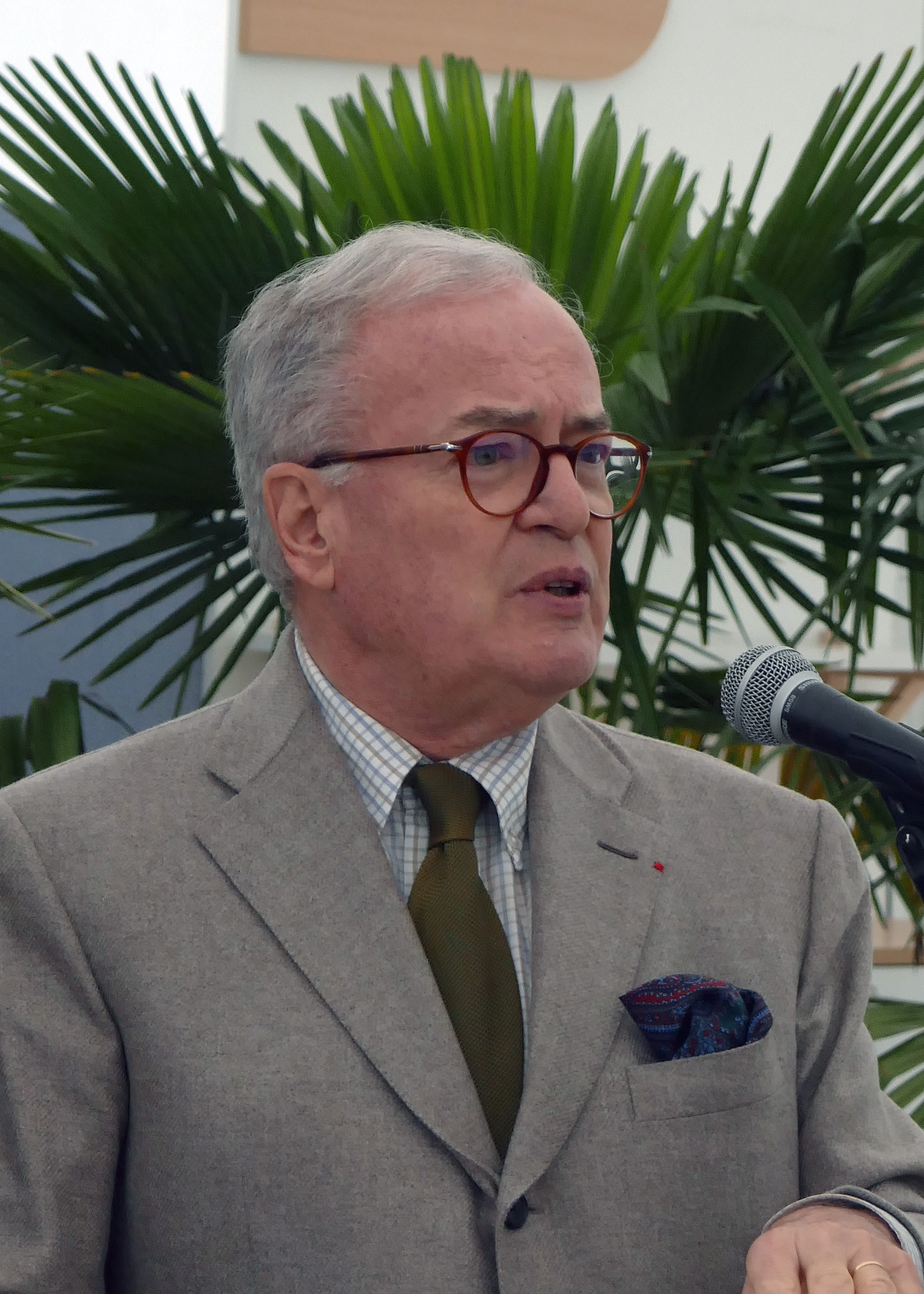
Christian Pierret au Festival international de géographie de 2019.

Après son échec aux législatives de 1993, il entre alors au groupe hôtelier Accor, dont il devient vice-président exécutif.
Christian Pierret est actuellement avocat international au sein du cabinet August & Debouzy.
Il siège au conseil d'administration des sociétés Deinove, Pharnext et Abivax.

## Affaires judiciaires
À partir de la fin des années 1980, Christian Pierret fait l'objet de plusieurs procédures, pour lesquelles cinq non-lieux et trois relaxes sont rendus. Il s'agit notamment des affaires suivantes :
- Affaire des pompiers de Saint-Dié. Soupçonné d'avoir donné son aval à une décision permettant à trois sapeurs-pompiers d'être rémunérés pour des gardes fictives par des vacations forfaitaires sur le budget de la ville (les trois hommes, dont l'un était chef des services techniques de la ville et un autre l'ex-secrétaire général de la mairie, touchaient des sommes injustifiées et disposaient de lignes téléphoniques dont la municipalité réglait l'abonnement et les communications)[17], Christian Pierret est relaxé par le tribunal correctionnel de Saint-Dié en septembre 2003[18].
- ARDIES. Jugé pour détournement de fonds publics dans l'affaire de l'ARDIES, agence paramunicipale de développement industriel économique et social, présidée par son ancien directeur de cabinet à la mairie de Saint-Dié, Christian Pierret est relaxé par le tribunal correctionnel de Nancy le 28 février 2007[19].
- Lyonnaise des Eaux et Sogest. Le 28 février 2007, Christian Pierret est relaxé par le tribunal correctionnel de Nancy des accusations de corruption et complicité d'abus de biens sociaux dans l'affaire concernant l'emploi de collaborateurs par la Lyonnaise des Eaux à la suite de la concession de la distribution et le traitement de l'eau par la ville à sa filiale, la Sogest[20]. La relaxe a été prononcée à la fois pour des raisons de fond et de prescription des faits[21].

## Ouvrages
- Plan et autogestion, Flammarion, 1974.
- Socialisme et multinationales, Flammarion, 1976.
- Ministre à gauche : le magique et le réel, 2002 Autobiographie avec une préface de Laurent Fabius.  (ISBN 2-84228-149-7) (BNF 38837034)
- Réinventer la social-démocratie, Archipel, 2017[22], co-écrit avec Philippe Latorre et préfacé par Hubert Vedrine.

## Décorations
- Chevalier de la Légion d'honneur en 2008[23].
- Chevalier de l'ordre des Palmes académiques en 2011[24]
- Chevalier de l'ordre des Arts et des Lettres en 2011[25].